# Baix Priorat

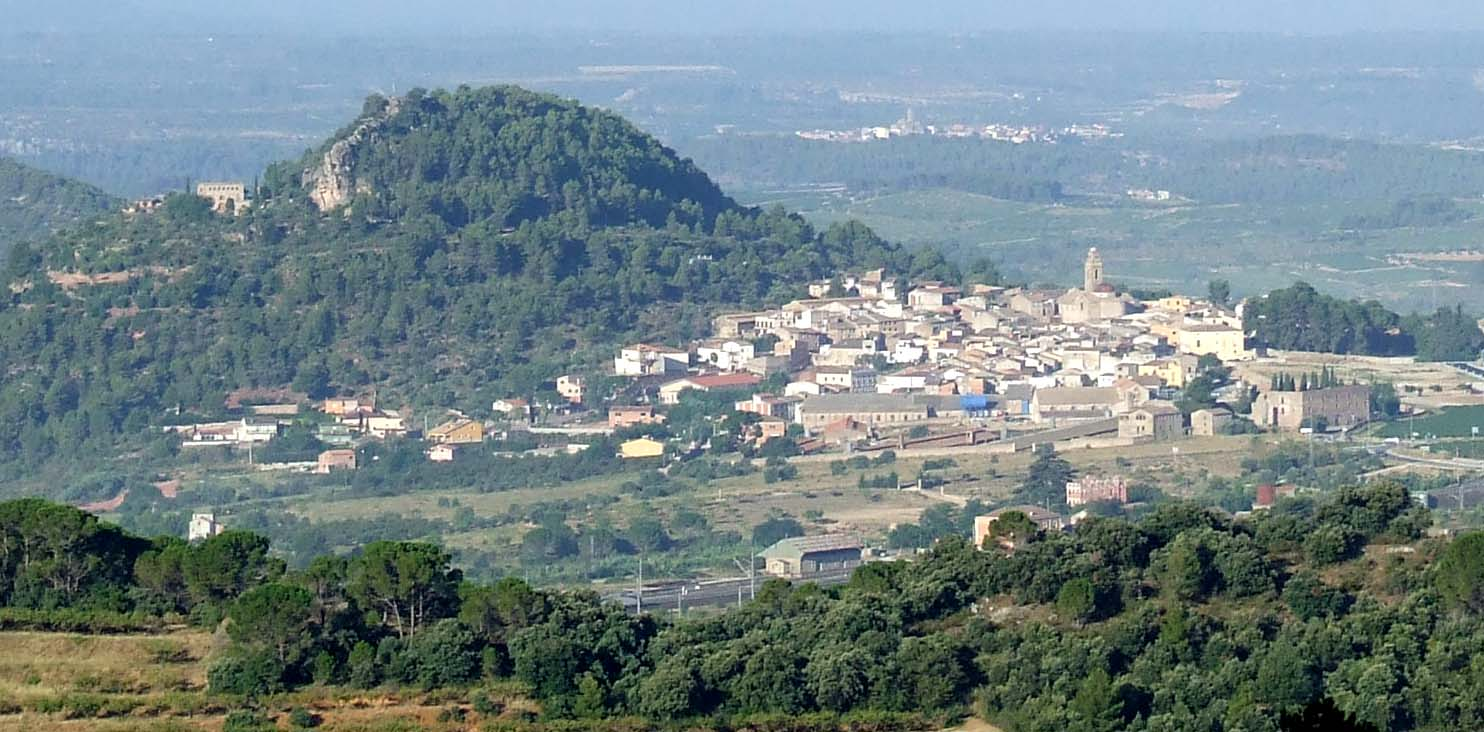
Panoràmica de Marçà, al Baix Priorat

S'anomena Baix Priorat a la part més meridional del Priorat, amb l'excepció del municipi de Capçanes. Constitueix un dels catàlegs de paisatge del Camp de Tarragona de l'Observatori del Paisatge de Catalunya, i comprèn els municipis de Falset, Marçà, el Masroig, els Guiamets, Pradell de la Teixeta i la Torre de Fontaubella.
El seu relleu és poc accidentat, amb l'excepció de serres de baixa altitud, en contrast amb les elevacions del seu voltant. Això comporta que no s'hi trobin cursos d'aigua importants, excepte el Siurana a ponent. El paisatge, eminentment agrícola, destaca per la presència de vinya, olivera, avellaner i ametller. Quant a la vegetació silvestre, als barrancs i a les parts més altes s'hi troba el pi blanc i l'alzina.